# یواس‌اس پانچاتولا (ای‌اوجی-۳۸)
یواس‌اس پانچاتولا (ای‌اوجی-۳۸) (به انگلیسی: USS Ponchatoula (AOG-38)) یک کشتی بود که طول آن 220 ft 6 in بود. این کشتی در سال ۱۹۴۴ ساخته شد.